# Zygmunt Pawłowski
Zygmunt Pawłowski (ur. 18 grudnia 1925 w Magnuszewie Dużym, zm. 10 lutego 2022 w Pułtusku) – leśnik, samorządowiec, działacz społeczny, członek honorowy Polskiego Towarzystwa Leśnego.

## Życiorys
Absolwent wydziału leśnego Szkoły Głównej Gospodarstwa Wiejskiego w 1951. Od 1951 pracował w Zakładzie Zalesiania Instytutu Badawczego Leśnictwa. Po uzyskaniu tytułu magistra nauk agrotechnicznych pracował jako adiunkt w nadleśnictwach: Kampinos, Chojnów, Grabownica, Ciechanów. W 1952 otrzymał nominację na nadleśniczego w Ciechanowie, którą odrzucił, z uwagi na dobro pełniącego tę funkcję Tadeusza Sobolewskiego, żołnierza Armii Krajowej. W 1955 objął stanowisko nadleśniczego w Pułtusku, które piastował do przejścia na emeryturę w 1992. W latach 1984–1986 był członkiem Konsultacyjnej Rady Leśnictwa przy Ministerstwie Leśnictwa i Przemysłu Drzewnego. W latach 1986–1990 pełnił funkcję przewodniczącego Wojewódzkiego Komitetu Ochrony Przyrody w Ciechanowie. W latach 1987–2014 pełnił funkcję prezesa oddziału ciechanowsko-ostrołęckiego Polskiego Towarzystwa Leśnego. Przez wiele lat był członkiem rady narodowej w Pułtusku i Rady Miejskiej Pułtuska. W latach 1990–1994 pełnił funkcję przewodniczącego Rady Miejskiej w Pułtusku. Od 1993 do 2003 prezes Klubu Inteligencji Katolickiej Ziemi Pułtuskiej.

## Rodzina
Syn Józefa – żołnierza wojsk carskich i Aleksandry zd. Karpińskiej. Brat ks. kan. Kazimierza Pawłowskiego. Żonaty z Barbarą zd. Sosnowską, córką Franciszka – zastępcy dyrektora naczelnego Lasów Państwowych i siostrą Ryszarda – wiceprzewodniczącego CERN. Ma dwie córki: Barbarę i Hannę.

## Nagrody i wyróżnienia
- Krzyż Kawalerski Orderu Odrodzenia Polski
- Złota Odznaka Honorowa Polskiego Towarzystwa Leśnego (1974)
- Medal Pro Ecclesia et Pontifice (1995)
- Honorowy Członek Polskiego Towarzystwa Leśnego (2000)
- Medal 100-lecia Odzyskania Niepodległości (2019)
- Medal za zasługi dla Miasta Pułtuska (2019)[4]
- Odznaka za zasługi dla województwa ciechanowskiego
- Odznaka za zasługi dla województwa warszawskiego
- Wpis do Złotej Księgi Zasłużonych dla Województwa Mazowieckiego